# USS Earl V. Johnson (DE-702)
USS Earl V. Johnson (DE-702) là một tàu hộ tống khu trục lớp Buckley được Hải quân Hoa Kỳ chế tạo trong Chiến tranh Thế giới thứ hai. Tên nó được đặt theo Trung úy Hải quân Earl Vincent Johnson (1913-1942), phi công thuộc Liên đội Tuần tiễu VS-5 phục vụ cùng tàu sân bay Yorktown (CV-5), đã tử trận trong trận chiến biển Coralvào ngày 8 tháng 5, 1942, và đã được truy tặng Huân chương Chữ thập Hải quân. Nó đã phục vụ cho đến khi chiến tranh kết thúc, xuất biên chế năm 1946 và bị tháo dỡ năm 1968. Earl V. Johnson được tặng thưởng một Ngôi sao Chiến trận do thành tích phục vụ trong Thế Chiến II.

## Thiết kế và chế tạo
Những chiếc thuộc lớp tàu hộ tống khu trục Buckley có chiều dài chung 306 ft (93 m), mạn tàu rộng 37 ft 1 in (11,30 m) và độ sâu mớn nước khi đầy tải là 11 ft 3 in (3,43 m). Chúng có trọng lượng choán nước tiêu chuẩn 1.400 tấn Anh (1.400 t); và lên đến 1.740 tấn Anh (1.770 t) khi đầy tải. Hệ thống động lực bao gồm hai turbine hơi nước General Electric công suất 13.500 mã lực (10.100 kW), dẫn động hai máy phát điện công suất 9.200 kilôwatt (12.300 hp) để vận hành hai trục chân vịt;  công suất 12.000 hp (8.900 kW) cho phép đạt được tốc độ tối đa 23 kn (26 mph; 43 km/h), và có dự trữ hành trình 6.000 nmi (6.900 mi; 11.000 km) khi di chuyển ở vận tốc đường trường 12 kn (14 mph; 22 km/h).
Vũ khí trang bị bao gồm ba pháo 3 in (76 mm)/50 cal trên tháp pháo nòng đơn có thể đối hạm hoặc phòng không, một khẩu đội 1,1 inch/75 caliber bốn nòng và tám pháo phòng không Oerlikon 20 mm. Vũ khí chống ngầm bao gồm một dàn súng cối chống tàu ngầm Hedgehog Mk. 10 (có 24 nòng và mang theo 144 quả đạn); hai đường ray Mk. 9 và tám máy phóng K3 Mk. 6 để thả mìn sâu. Khác biệt đáng kể so với lớp Evarts dẫn trước là chúng có thêm ba ống phóng ngư lôi Mark 15 21 inch (533 mm). Thủy thủ đoàn đầy đủ bao gồm 186 sĩ quan và thủy thủ.
Earl V. Johnson được đặt lườn tại xưởng tàu của hãng Defoe Shipbuilding Company tại Bay City, Michigan vào ngày 7 tháng 9, 1943. Nó được hạ thủy vào ngày 24 tháng 11, 1943; được đỡ đầu bởi bà Selma E. Johnson, mẹ Trung úy Johnson, và nhập biên chế vào ngày 18 tháng 3, 1944 dưới quyền chỉ huy của Hạm trưởng, Thiếu tá Hải quân Jules James Jordy.

## Lịch sử hoạt động
Sau khi hoàn tất việc chạy thử máy huấn luyện tại khu vực Bermuda và sửa chữa sau chạy thử máy, từ ngày 23 tháng 5 đến ngày 19 tháng 11, 1944, Earl V. Johnson đã hoàn tất ba chuyến hộ tống vận tải khứ hồi vượt Đại Tây Dương, vận chuyển binh lính và tiếp liệu từ Norfolk, Virginia sang các cảng Casablanca và Bizerte tại Bắc Phi. Sau khi thực hành huấn luyện ngoài khơi Boston, Massachusetts, nó khởi hành từ New York để đi sang khu vực Mặt trận Thái Bình Dương. Sau các chặng dừng tại Norfolk, kênh đào Panama và Bora Bora thuộc quần đảo Society, nó đi đến căn cứ tại đảo Manus thuộc quần đảo Admiralty vào ngày 22 tháng 1, 1945.
Earl V. Johnson được phân công vai trò tuần tra tại khu vực Philippines, cũng như hộ tống các đoàn tàu vận tải đi lại giữa New Guinea và vịnh Leyte cho đến ngày 17 tháng 4. Sau đó nó hỗ trợ cho cuộc tấn công chiếm đóng Okinawa tại quần đảo Ryukyu cùng các cuộc không kích lên chính quốc Nhật Bản, khi hộ tống các tàu bè vận chuyển lực lượng và tiếp liệu đến các căn cứ tiền phương tại Kossol Roads và Ulithi. Nó khởi hành từ Leyte vào ngày 25 tháng 7 cùng một đoàn tàu đổ bộ Landing Ship, Tank (LST) để hướng sang Okinawa, và trong chặng quay trở về vào ngày 4 tháng 8, nó dò được tín hiệu sonar của một tàu ngầm đối phương. Sau cuộc đối đầu kéo dài ba tiếng đồng hồ, Earl V. Johnson bị hư hại, nhưng các đợt tấn công của nó đưa đến kết quả một vụ nổ ngầm lớn dưới biển. Tuy nhiên tài liệu của Hải quân Đế quốc Nhật Bản thu được sau chiến tranh cho thấy tàu ngầm I-53 đối phương đã sống sót được qua vụ tấn công. 
Sau khi Nhật Bản chấp nhận đầu hàng vào ngày 15 tháng 8 giúp kết thúc cuộc xung đột, Earl V. Johnson đi đến Okinawa vào ngày 4 tháng 9, rồi một tuần sau đó đã làm nhiệm vụ chiếm đóng Jinsen, Triều Tiên và Đại Cô Khẩu gần Thiên Tân, Trung Quốc. Nó đã phục vụ hướng dẫn tàu bè, tuần tra chống tàu ngầm cũng như tìm kiếm và phá hủy thủy lôi. Con tàu rời vịnh Buckner, Okinawa vào ngày 8 tháng 11 để quay trở về Hoa Kỳ, về đến Boston vào ngày 15 tháng 12.
Earl V. Johnson được cho xuất biên chế vào ngày 18 tháng 6, 1946 và đưa về thành phần dự bị tại Jacksonville, Florida. Tên nó được cho rút khỏi danh sách Đăng bạ Hải quân vào ngày 1 tháng 5, 1967, và con tàu bị bán để tháo dỡ vào ngày 3 tháng 9, 1968.<ref>

## Phần thưởng
Earl V. Johnson được tặng thưởng một Ngôi sao Chiến trận do thành tích phục vụ trong Thế Chiến II.
| Bronze star · Bronze star |  |  |
|                           |  |  |

| Huân chương Chiến dịch Hoa Kỳ        | Huân chương Chiến dịch Hoa Kỳ           | Huân chương Chiến dịch Châu Á-Thái Bình Dương với 1 Ngôi sao Chiến trận | Huân chương Chiến dịch Châu Á-Thái Bình Dương với 1 Ngôi sao Chiến trận |
| Huân chương Chiến thắng Thế Chiến II | Huân chương Phục vụ Chiếm đóng Hải quân | Huân chương Phục vụ Chiếm đóng Hải quân                                 | Huân chương Giải phóng Philippine (Philippine)                          |